# Pedeapsă

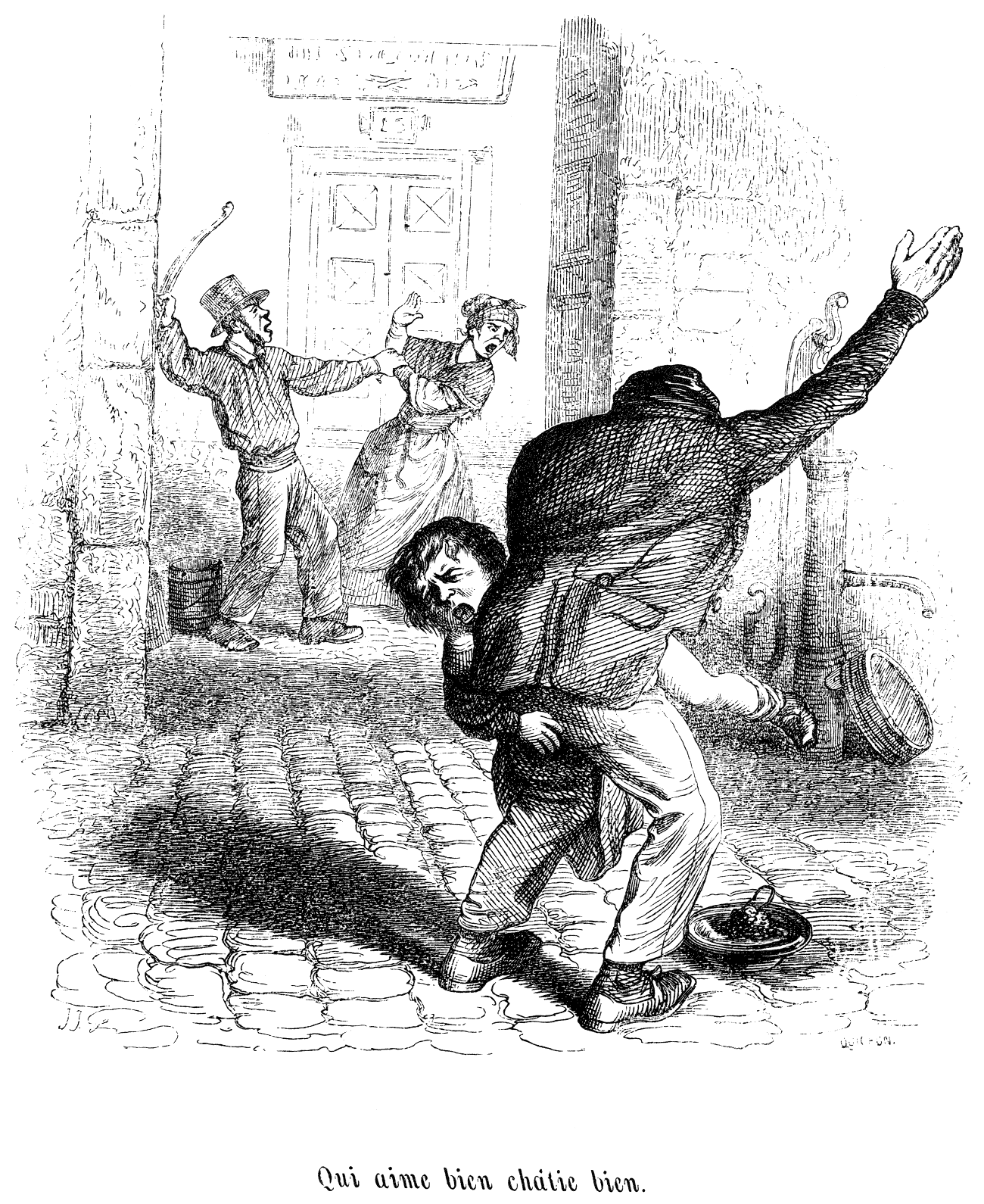
Ilustrare a proverbului „Cine iubește pedepsește” de Grandville.

O pedeapsă este un tratament dur care este aplicat ca răspuns față de o atitudine considerată ca reprobabilă, imorală sau deplasată. Ea constă în impunerea unei sancțiuni unei persoane, în scopul de a o face să respecte ordinea și de a o descuraja să mențină acest tip de atitudine.
Ea este impusă de o autoritate superioară celor care i se supun. De exemplu, un stat în relația cu cetățenii săi, o armată cu prizonierii săi, un angajator cu angajații săi, un profesor cu elevii lui, un părinte cu copiii săi sau un stăpân cu animalele de companie.
Conceptul de pedeapsă este strâns legat de cel de pedeapsă prevăzută de lege, adică pedeapsa prevăzută în textul de lege care incriminează fapta săvârșită în forma consumată, fără luarea în considerare a cauzelor de majorare sau de reducere a pedepsei. Cu toate că pedepsele nu necesită să fie pur de natură juridică, de cele mai multe ori, într-un stat guvernat de supremația dreptului, acestea necesită să se afle în conformitate cu legea.

## Motivații
De-a lungul timpului și în cadrul diverselor civilizații, pedeapsa și-a găsit numeroase justificații. Printre diversele sale motivații, pedeapsa poate fi percepută ca o "plată" pentru fapta comisă, ori ca o cale de a învăța din greșeli. De-a lungul timpului aceste scopuri au fost atinse în moduri care mai de care mai variate, precum pedeapsa cu moartea ori atingerea integrității corporale.

## Pedeapsa corporală și pedeapsa morală
Există două mari tipuri de pedepse: corporală și morală. Prima constă în lăsarea unei urme pe corpul persoanei vinovate; cea de-a doua înseamnă plasarea persoanei vinovate într-o situație dureroasă din punct de vedere psihologic.
Prima pedeapsă poate fi un simplu semn, fără consecințe pe termen lung, cum ar fi o palmă peste față, dar poate merge până la executarea sentinței de moarte, însoțită uneori de torturarea în public.
În mod similar, cea de-a doua pedeapsă poate fi o mustrare ușoară sau o umilire gravă, de exemplu obligarea unui prizonier de a efectua acte interzise de religia lui.

## O marcă a culturii
Percepția pedepsei de către un grup social este direct legată de percepția pe care acest grup o are cu privire la delict, la prevenirea sau repararea efectelor acestuia. Pedeapsa este stabilită de obicei într-un mod proporțional cu vina. Această gradare a pedepselor variază în funcție de culturi și epoci. Pedeapsa este înțeleasă în moduri diferite de culturile iudeo-creștine, arabe și asiatice. În religia creștină nivelul de pedeapsă pentru aceeași abatere diferă între catolici și protestanți. În Occident, pedeapsa a evoluat din Antichitate până în secolul al XXI-lea.
În Antichitate era folosită adesea pedeapsa reflexivă (vinovatul era pedepsit cu o pedeapsă corporală, chiar dacă a săvârșit delictul din culpă cu scopul de a preveni recidiva): incendiatorii erau arși de vii, hoților sau tâlharilor li se tăia mâna, blasfemiatorului sau celui care comitea crima de lezmajestate i se tăia limba, recidiviștilor li se tăia o parte sau întreaga ureche.
În Evul Mediu, tortura a fost folosită atât ca pedeapsă, cât și pentru a obține o mărturisire. Începând din secolul al XIII-lea, închisoarea ca formă de pedeapsă represivă și „terapeutică” este impusă de legile seculare (regele și autoritățile orășenești stabilesc detenția în închisori, de la temnițe la pivnițe), dar și de dreptul canonic (detenția în mănăstiri), Biserica Catolică neavând dreptul să pronunțe condamnări la moarte.
În lucrarea de filozofie juridică Des délits et des peines publicată în 1764, Cesare Beccaria a fondat dreptul penal modern stabilind sistemul proporționalității pedepsei în funcție de gravitatea infracțiunii. El consideră „barbară” practicarea torturii și pedeapsa cu moartea și recomandă mai degrabă prevenirea criminalității decât pedepsirea acesteia, inițiind astfel prima mișcare aboliționistă. Pentru mici delicte și contravenții el recomandă sistemul de amenzi în loc de sistemul de pedepse.

## Eforturi de diminuare a pedepselor
În prezent, în mai multe sisteme juridice ale lumii se preferă diminuarea pedepselor ca modalitate de îngrădire a unui cetățean de a comite infracțiuni. Acest efort este susținut de metode precum diminuarea pedepselor sau schimbarea acestora cu modalități alternative de pedeapsă. 
În anumite sisteme juridice există principiul pedepsei mai blânde, conform căruia, dacă o nouă lege penală este adoptată în timpul executării pedepsei unui infractor, atunci cea mai blândă dintre cele două opțiuni va fi aleasă pentru finalizarea pedepsei persoanei în cauză. Dacă o nouă lege mai favorabilă este adoptată, deci, pedeapsa inițială poate fi înlocuită sau diminuată, chiar dacă aceasta era deja în cadrul executării sale. Acest principiu funcționează în sisteme juridice precum cel din România, Republica Franceză, etc.

### Legi
- M. Of; Codul penal al României, nr. 510 din 24 iulie 2009;

### Lucrări de specialitate
- Michel Foucault, Surveiller et punir, Paris, Gallimard, 1975;
- Valérie Toureille, Crime et châtiment au Moyen Âge : Ve - XVe siècle, Seuil, 2013;
- Udroiu, M; Fișe de drept penal. Partea generală. Teorie și cazuri practice, București, editura C.H. Beck, 2024.